# Пальчинська сільська рада
Па́льчинська сільська́ ра́да — адміністративно-територіальна одиниця та орган місцевого самоврядування в Підволочиському районі Тернопільської області. Адміністративний центр — село Пальчинці.

## Загальні відомості
- Територія ради: 0,172 км²
- Населення ради: 657 осіб (станом на 2001 рік)
- Територією ради протікає річка Збруч

## Населені пункти
Сільській раді підпорядковані населені пункти:
- с. Пальчинці
- с. Щаснівка

## Склад ради
Рада складається з 12 депутатів та голови.
- Голова ради: Сушко Роман Степанович
- Секретар ради: Корицька Марія Іванівна

### Керівний склад попередніх скликань
| Прізвище, ім'я, по батькові | Основні відомості                                                             | Дата обрання | Дата звільнення |
| --------------------------- | ----------------------------------------------------------------------------- | ------------ | --------------- |
| Загричук Ярослав Ізидорович | Сільський голова, 1950 року народження, безпартійний                          | 26.03.2006   | 31.10.2010      |
| Сушко Роман Степанович      | Сільський голова, 1976 року народження, освіта вища, член партії Єдиний Центр | 31.10.2010   |                 |

Примітка: таблиця складена за даними сайту Верховної Ради України

### Депутати
За результатами місцевих виборів 2010 року депутатами ради стали:

#### За суб'єктами висування
| Суб'єкт висування | Кількість обраних депутатів | %   |
| ----------------- | --------------------------- | --- |
| Самовисування     | 12                          | 100 |

#### За округами
| № округу | Прізвище, ім'я, по батькові   | Дата визнання обраним | Освіта             | Партійна приналежність                        | Відомості про обраного депутата                      |
| -------- | ----------------------------- | --------------------- | ------------------ | --------------------------------------------- | ---------------------------------------------------- |
| 1        | Закамарко Андрій Ярославович  | 04.11.2010            | середня спеціальна | позапартійний                                 | тимчасово не працює                                  |
| 2        | Івахненко Оксана Богданівна   | 04.11.2010            | вища               | член Всеукраїнського об'єднання «Батьківщина» | Пальчинецька загальноосвітня школа І-ІІ ст., вчитель |
| 3        | Качмар Ганна Мар'янівна       | 04.11.2010            | середня спеціальна | позапартійна                                  | Пальчинська сільська рада, інспектор по землеустрою  |
| 4        | Корицька Марія Іванівна       | 04.11.2010            | середня            | позапартійна                                  | Пальчинська сільська рада, секретар                  |
| 5        | Адамович Мирослав Ярославович | 04.11.2010            | середня спеціальна | позапартійний                                 | тимчасово не працює                                  |
| 6        | Сокіл Ольга Ярославівна       | 04.11.2010            | вища               | позапартійна                                  | Пальчинецька загальноосвітня школа І-ІІ ст., вчитель |
| 7        | Крук Леся Ярославівна         | 04.11.2010            | середня спеціальна | позапартійна                                  | Клуб с. Пальчинці, завідувачка                       |
| 8        | Федина Світлана Євгенівна     | 04.11.2010            | вища               | позапартійна                                  | Пальчинська сільська рада, бухгалтер                 |
| 9        | Хміль Оксана Євгенівна        | 04.11.2010            | вища               | позапартійна                                  | тимчасово не працює                                  |
| 10       | Гайдай Ганна Тадеївна         | 04.11.2010            | середня спеціальна | позапартійна                                  | тимчасово не працює                                  |
| 11       | Рущак Ярослава Зіновіївна     | 04.11.2010            | вища               | позапартійна                                  | Пальчинецька загальноосвітня школа І-ІІ ст., вчитель |
| 12       | Сокіл Ольга Богданівна        | 04.11.2010            | вища               | позапартійна                                  | Пальчинецька загальноосвітня школа І-ІІ ст., вчитель |